# Apolysis divisus
Apolysis divisus är en tvåvingeart som först beskrevs av Axel Leonard Melander 1946.  Apolysis divisus ingår i släktet Apolysis och familjen svävflugor. Inga underarter finns listade i Catalogue of Life.